# Otoblastus marginator
Otoblastus marginator là một loài tò vò trong họ Ichneumonidae.